# Cololejeunea longifolia
Cololejeunea longifolia là một loài Rêu trong họ Lejeuneaceae. Loài này được (Mitt.) Benedix mô tả khoa học đầu tiên năm 1953.